# Mirafiori

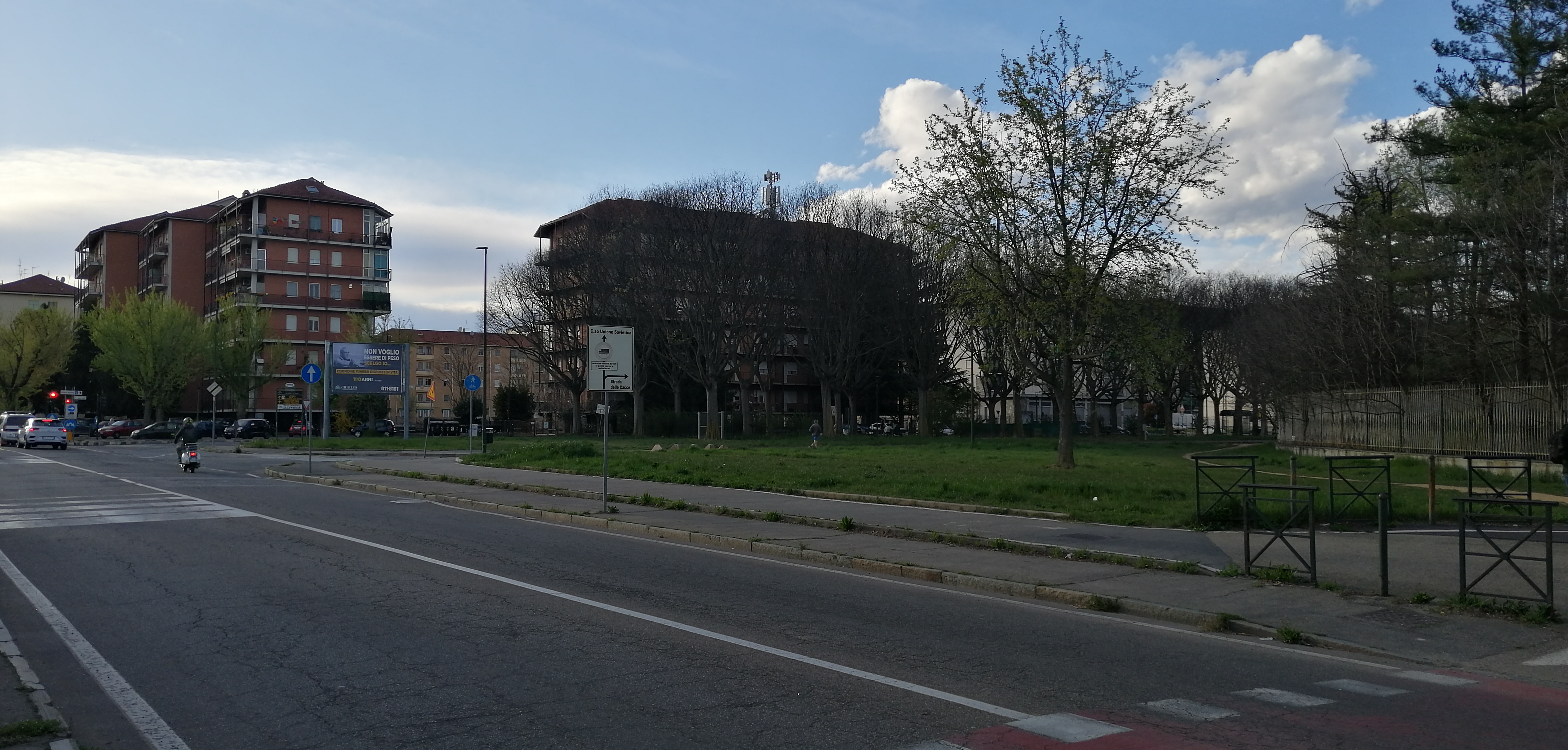
Strada Castello di Mirafiori (altezza Mausoleo della Bela Rosin)

Mirafiori (Mirafior in piemontese, pronuncia [miraˈfjʊr]), anticamente anche Millefiori (Milafior, pr. [milaˈfjʊr]), è il nome di un territorio situato nella periferia sud del comune di Torino, in Piemonte.

## Storia

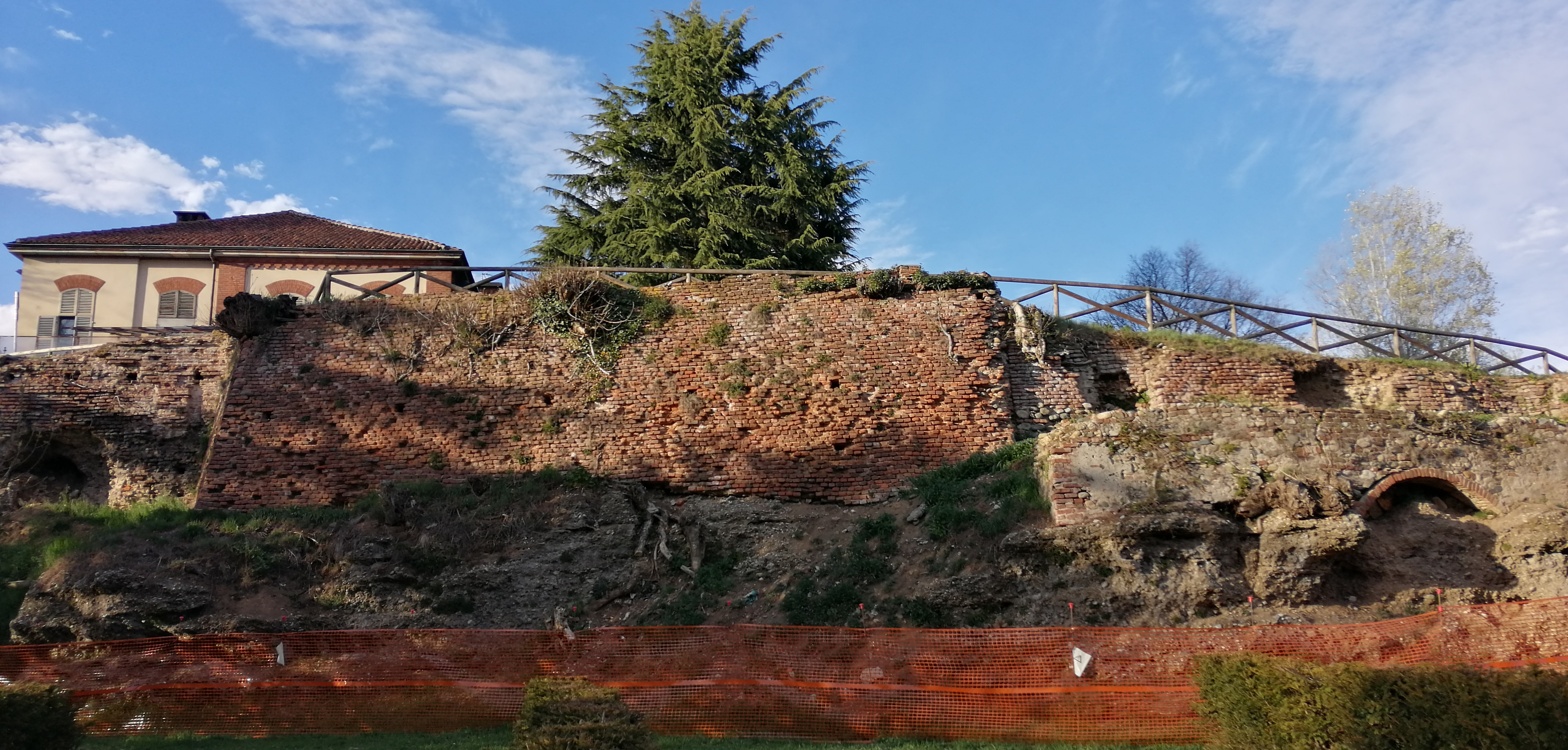
Resti del Castello di Mirafiori, nel Parco Sangone.

Deve il nome a un antico castello, di cui oggi non rimangono che pochi ruderi, che sorgeva nell'attuale quartiere di Mirafiori Sud, nei pressi del torrente Sangone al confine con l'attuale Parco Miraflores (o Boschetto) di Nichelino. Il castello fu eretto nel 1585 dal duca sabaudo Carlo Emanuele I di Savoia per la moglie spagnola Caterina Michela d'Asburgo, ricco di giardini e fioriture, da cui il nome di Miraflores (o, meno usato, Milleflorum, in latino).
Il castello cadde in rovina nel corso del XIX secolo, a causa di una grande esondazione del Sangone (1810) che compromise la stabilità del terrapieno su cui la reggia sorgeva.
Permane il nome dell'antico castello nelle attuali denominazioni dei due quartieri torinesi di Mirafiori Nord e Mirafiori Sud (e della storica borgata nel secondo).